# 泰宁卫
泰宁卫，明朝兀良哈三卫之一。得名于泰寧路。其祖先是元代的「东道诸王」，也称「往流」诸部（並非後來的翁牛特）。
洪武二十二年（1389年）置泰宁卫，属羁縻卫。牧地初在今吉林省洮儿河流域。先属大宁都指挥使司，其首领是成吉思汗弟弟铁木哥斡赤斤的后裔阿札失里。永乐七年（1409年）改隶奴儿干都司。设卫之后，其部落对明朝时降时叛，常被明军清剿。宣德、正统间南徙至东自今辽宁省锦州、义县、北镇等市县，西抵辽河一带。泰宁卫都督佥事曾向明朝乞大宁废城及甲盾，被于谦回绝。16世纪中叶，为喀尔喀部（内喀尔喀）的虎喇哈赤吞并。